# Are U Ready?
「Are U Ready?」（アー ユー レディー）は、miniの1枚目のシングル。2010年3月3日にcutting edgeより発売。

## 概要
- 初回生産限定盤は、「Are U Ready?」のミュージック・ビデオが収録されたDVDが付属している。
- 表題曲「Are U Ready?」が、コナミ音楽ゲーム『jubeat knit』に収録されている。

## 収録曲
1. Are U Ready? (4:42)
  - 作詞:mini、nishi-ken　作曲:nishi-ken
  - 日本テレビ系番組『音楽戦士 MUSIC FIGHTER』3月POWER PLAY
  - レコチョク TV-CF ソング
  - スズキシボレーMW CMソング
2. Special memory 
  - 作詞:mini、JIN　作曲:JIN
3. Are U Ready? “中田ヤスタカ (capsule)” Remix.